# حد المتانة
في علم المواد، حد المتانة أو متانة الكسر أو متانة الانكسار، القيمة الحدية لمعامل شدة الإجهاد لصدع حاد التي يصبح نمو الصدع عندها فجأةً سريعًا ولامتناهٍ. تعرف القيمة الحدية لمعامل شدة الإجهاد عند وضع التحميل الأول مقاسةً عند شروط الانفعال المستوي باسم حد متانة الانفعال المستوي، ويرمز لها {\displaystyle K_{\text{Ic}}}. حد المتانة وسيلة كمية للتعبير عن مقاومة المادة لنمو التصدعات وله بشكل عام قيم معيارية تعطى حسب نوع مادة.
يمكن أن يحدث النمو الذاتي البطيء للصدع، الذي يعرف باسم التشقق الناتج عن الإجهاد التآكلي (التشقق بالحت)، في بيئة حت (بيئة أكالة) فوق العتبة {\displaystyle K_{\text{Iscc}}} وتحت {\displaystyle K_{\text{Ic}}}. يمكن أن يحدث ازدياد نمو محدود عند قيم أدنى لمعامل شدة الإجهاد عند نمو الشقوق الناتجة عن إجهاد التعب.
تؤثر سماكة العنصر على شروط التثبيت عند حافة الشق إذ تتعرض العناصر الرقيقة لشروط إجهاد مستوٍ والعناصر السميكة لشروط انفعال مستوٍ. تعطي شروط الانفعال المستوي القيمة الدنيا لحد المتانة وهي من خواص المادة. عند فشل اختبار في تلبية السماكة والمتطلبات الأخرى للاختبار الموضوعة لتحقيق شروط الانفعال المستوي، تعطى قيمة حد المتانة الناتجة الرمز {\displaystyle K_{\text{c}}}.

## آليات

### آليات ذاتية
الآليات الذاتية لزيادة المتانة هي عمليات تؤثر على المنطقة الواقعة أمام حافة الصدع لزيادة متانة المادة. تتعلق هذه الآليات عادةً بالبنية الهيكلية وروابط المادة الأساسية، بالإضافة إلى خواص البنية الميكروية (الصغرية) والإضافات الملحقة بها. تشمل الأمثلة عليها:
- حرف الصدع (تغيير اتجاهه) بواسطة أطوار ثانوية
- تشعب الصدع إلى صدعين نتيجة البنية الحبيبية الناعمة
- تغيرات في مسار الصدع بسبب حدود الحبيبات

يمكن اعتبار أي تغيير يزيد مطيلية المادة الأساس على أنه زيادة ذاتية للمتانة.

#### الحدود الحبيبية
يمكن أن يؤثر وجود الحبيبات في مادة على متانتها أيضًا من خلال التأثير على طريقة نمو الصدع. يمكن أن توجد منطقة لدنة أمام الصدع عندما تبدأ المادة بالانسياب (الخضوع). وراء تلك المنطقة، تبقى المادة مرنة. المنطقة الأكثر عرضةً لشروط الانكسار تكون عند الحدود بين هذين المنطقتين المرنة واللدنة، لذا غالبًا ما تبدأ الصدوع من خلال تشقق الحُبيبة عند تلك المنطقة.
عند درجات الحرارة المنخفضة، حين تصبح المادة هشة تمامًا، كما في معدن بنيته البلورية على شكل مكعب متمركز حجميًّا (بي سي سي)، تتقلص المنطقة اللدنة حتى تختفي، وتوجد المنطقة المرنة لوحدها. في هذه الحالة، سينمو الصدع من خلال التشققات المتتابعة للحبيبات. عند درجات الحرارة المنخفضة هذه، تكون مقاومة الخضوع (الانسياب) مرتفعةً، لكن انفعال الانكسار ونصف قطر حافة الصدع يكونان منخفضين، ما يؤدي إلى انخفاض المتانة.
عند درجات حرارة أعلى، تتناقص مقاومة الخضوع، وتؤدي إلى تشكيل منطقة لدنة. من المرجح أن يبدأ التشقق عند الحد بين المنطقة المرنة والمنطقة اللدنة، وثم يعود ليرتبط بحافة الصدع الرئيسي. يكون هذا عادةً مزيجًا من تشققات الحبيبات، وانكسار مطيلي للحبوب يعرف باسم الوصلات النسيجية. تزداد النسبة المئوية لهذه الوصلات بازدياد درجات الحرارة حتى يصبح الوصل نسيجيًّا بكامله. في هذه الحالة، حتى ولو كانت مقاومة الخضوع أقل، يؤدي الانكسار المطيلي وازدياد نصف قطر حافة الصدع للتشقق إلى متانة أعلى.

#### الشوائب
تتصرف الشوائب في المادة كالجزيئات من طورٍ ثانٍ بشكل يشابه الحبيبات الهشة التي يمكن أن تؤثر على نمو الصدع. إما أن ينتج الانكسار أو التفكك عند الشوائب عن الإجهاد الخارجي المطبق أو عن إزاحات تولدها حاجة الشوائب للمحافظة على التماس مع مصفوفة المادة المحيطة بها. كما في الحبيبات، فإن المنطقة الأكثر عرضة لحدوث الانكسار تكمن في الحدود بين المنطقة المرنة والمنطقة اللدنة. عندها يمكن أن يعود الصدع للارتباط مع الصدع الرئيسي. إذا كانت المنطقة اللدنة صغيرة أو كانت كثافة الشوائب منخفضة، يرجح أن يتصل مسار الانكسار مع حافة الصدع الرئيسي. إذا كانت المنطقة اللدنة كبيرة، أو كانت كثافة الشوائب مرتفعة، يمكن أن تحدث تشققات إضافية ناتجة عن الشوائب ضمن المنطقة اللدنة، ويحدث الاتصال من خلال التقدم من الصدع إلى أقرب شائبة متصدعة ضمن المنطقة.

#### زيادة المتانة بالتحول الطوري
زيادة المتانة بالتحول الطوري ظاهرة تصف خضوع مادة إلى تحول طوري مارتنسيتي (إزاحي، غير انتشاري) واحد أو أكثر ما يؤدي إلى تغير شبه لحظي في حجم تلك المادة. ينتج هذا التحول عن تغير في الحالة الإجهادية للمادة، كحدوث زيادة في إجهاد الشد، ويؤثر بعكس جهة الجهد المطبق. لذا يؤدي خضوع المادة إلى إجهاد محلي، عند حافة الصدع النامي على سبيل المثال، إلى احتمال تعرضها لتحول طوري يزيد حجمها، ما يخفض إجهاد الشد المحلي ويثبط تقدم الصدع في المادة. تستغَل هذه الآلية لزيادة متانة المواد السيراميكية، خصوصًا في الزركونيا المعالجة بالإتريا لتطبيقات كالسكاكين السيراميكية والطلاء العازل للحرارة على شفرات المحركات النفاثة.

### الآليات الخارجية
الآليات الخارجية لزيادة المتانة عمليات تؤثر على المنطقة خلف حافة الصدع لمقاومة زيادة اتساعه. من الأمثلة على ذلك
- جسر الألياف/الصفائح، إذ تبقي هذه البنى سطحي الانكسار معًا بعد نمو الصدع عبر المصفوفة،
- والتئام الصدع بسبب احتكاك سطحي الانكسار الخشنين،
- والصدوع الصغرية، إذ تتشكل شقوق أصغر في المادة المحيطة بالصدع الرئيسي، محررة الإجهاد عند حافة الصدع بزيادة طواعية المادة.[5]

## طرق الاختبار
تجرى اختبارات حد المتانة (متانة الانكسار) لتكميم مقاومة مادة للانهيار بالتصدع. تنتج هذه الاختبارات إما مقياسًا وحيد القيمة لمتانة الانكسار أو منحني مقاومة. منحنيات المقاومة مخططات ترسم فيها المقادير الفيزيائية (K, J) كتوابع لمقادير تميز نمو الصدع. يُحصل على كل من منحني المقاومة والقيمة الوحيدة لمتانة الانكسار بناءً على الآلية وعلى استقرار الانكسار. متانة الانكسار خاصية ميكانيكية حاسمة للتطبيقات الهندسية. هناك عدة أنواع من الاختبارات المستخدمة لقياس متانة الانكسار، تستخدم بشكل عام عينة مثلمة (محززة) بإحدى وضعيات متعددة. اختبار تشاربي للصدم هو أحد طرق الاختبارات المعيارية المستخدمة على نطاق واسع، وفيه تخضع عينة ذات ثلم على شكل حرف فّي أو على شكل حرف يو إلى صدم من خلف الثلم. تُستخدم بكثرة أيضًا اختبارات إزاحة الشقوق كاختبار انحناء الجائز ذي النقاط الثلاث إذ تجهز عينات الاختبار بصدوع رقيقة محضرة مسبقًا قبل تطبيق الحمل.

### متطلبات الاختبار

#### اختيار العينة
يصف معيار إيه إس تي إم العالمية (المعروفة مسبقًا باسم الجمعية الأمريكية للاختبارات والمقاييس) خمس احتمالات ممكنة للعينات، وهي العينة المرصوصة، والعينة القرصية المرصوصة، وعينة الانحناء ذات الحافة الوحيدة المثلمة (إس إي إن بي)، وعينة الشد المتوسط، والعينة المقوسة. كل من هذه العينات تتحدد بثلاثة أبعاد. طول الصدع (a)، والسماكة (B)، والعرض (W)، تتحدد قيم هذه الأبعاد حسب طلب الاختبار المعين الذي يجرى على العينة. تتم الغالبية الساحقة من الاختبارات على العينات المرصوصة أو عينات الانحناء ذات الحافة الوحيدة المثلمة. تأخذ العينة المرصوصة مقدارًا أقل من المادة بالمقارنة مع عينة الانحناء ذات الحافة الوحيدة المثلمة لأجل نفس الأبعاد المميزة.